# Mirela Zafiri
Mirela Zafiri (n. 27 noiembrie 1971, Lugoj, Republica Socialistă România, România – d. 27 august 2012, București, România) a fost o soprană română, cântăreață de operă și lied, doctor în muzică.

## Biografie
Născută în Lugoj, Mirela Zafiri studiază pianul, viola și chitara încă din primii ani de școală. A fost licențiată a Universității de Muzică București, clasa prof. univ. Georgeta Stoleriu (1997), și absolventă a Masterului Universității de Muzică București, specializarea Artă vocală, la aceeași clasă (1999). Doctor al Universității Naționale de Muzică București din 2008. 
A participat la numeroase festivaluri naționale și internaționale acoperind o paletă largă de roluri și genuri, de la operă (23 de roluri) la operetă (5 roluri), de la recitaluri de lied (peste 60 de recitaluri în cadrul cărora 34 Prime Audiții de Lied Românesc) la vocal-simfonic (15 titluri) și chiar Jazz Simfonic (7 Concerte), peste 120 Concerte de Arii cu orchestră în Italia, România și Spania, 8 CDuri. 
În anul 2009, Mirela Zafiri a reușit o performanță unică în lumea muzicii clasice românești, lansând trei compact discuri, dintre care unul triplu.
A publicat cartea Fenomenul Mozart la Editura U.N.M.B. (2006) și peste 100 de cronici, eseuri, recenzii, articole, studii, referate în reviste de specialitate sau pe internet. Redactor la revista online no14plusminus. 
Organizator al stagiunii camerale Luni la ora 5 după-amiaza unui interpret.
Mirela Zafiri a fost primsolistă a Operei Brașov.
Pe lângă limba română, Mirela Zafiri cunoștea limbile italiană, franceză, engleză, rusă și greacă.

## Discografie
1. CD: "7 Cântece pe versuri" de Mihai Eminescu, de Laurențiu Profeta, Licență ADA UCMR Ob 30069.
2. CD: "Eternități de-o clipă", 5 Lieduri pe 5 Haiku, compozitoare Alexandra Cherciu. La Pian Ana Maria Ciornei, Licență ADA UCMR 02L121180, Romania, 2003.
3. CD: "De la Gershwin la Sting", Concert Live cu Bega Blues Band (20 de ani) și Filarmonica Banatul.
4. CD: "Haiku pe mapamond", compozitoare Alexandra Cherciu: Romania, 2011.
5. CD: George Enescu: “Sept chansons de Clément Marot” opus 15, pentru voce și pian. MIRELA ZAFIRI - ANA MARIA CIORNEI, 2009, Licență ADA UCMR RO9AF031009332.
6. CD: "Mihail Jora: Lieduri", Mirela Zafiri - Ana Maria Ciornei, 2009, Licență ADA UCMR RO9AF031009333.
7. Albumul discografic Mirela Zairi - "Colinde pentru mama", 2009, Licență ADA UCMR RO9AF106511401. Ultimele 3 Cduri, cuprinzând muzică românească au fost scoase în ultimele 3 luni ale anului 2009, au avut 18 lansări în țară, si au declanșat peste 80 de manifestări de promovare a muzicii românești în presă, radio și televiziune, cele 10 colinde scrise special pt acest album au fost programate de 230 de ori la radio, tv și pe eteatru, în luna decembrie 2010.
8. CD: "Nicolae Coman – Lieduri și Poeme", Mirela Zafiri - Ana Maria Ciornei, recită Mircea Albulescu, DMG Records, 2010

## Recunoaștere națională și internațională[2]

### Premii și distincții
- Laureată la Festivalul Concurs "Mihail Jora", secțiunea lied, București, Romania (1998)
- Laureată la Festivalul Concurs "Ionel Perlea", secțiunea lied, Slobozia, Romania (1999).
- I s-a decernat premiul Actualității Muzicale pe anul 2000 pentru interpretări notabile ale lied-ului românesc (2000).
- Premiul I la Concursul European de Muzică "Euterpe Arhivat în 4 martie 2019, la Wayback Machine." secțiunea canto, Taranto (Lama) Italia (2002 - dec).
- Premiul I la Concursul Citta' di Castelfidardo, secțiunea canto, Castelfidardo, Ancona, Italia (2003 - feb).
- Premiul I si Trofeul de Aur  la Festivalul Artelor din Pyongyang Arhivat în 12 decembrie 2018, la Wayback Machine., sectiunea canto, Coreea (2003 - apr).
- Premiul de Excelență pentru promovarea lied-ului românesc, Brașov, Romania (2003 - mai).
- Marele Premiu și Trofeul "Crizantema de Aur", (romanțe), Târgoviște, Romania (2004).
- Premiul „Iosif Constantin Drăgan” pentru CULTURĂ, pentru anul 2009 Lugoj, Romania (2009).
- Omul Anului” la Uniunea Compozitorilor și Muzicologilor din România (2009 ).
- Premiul pentru promovarea creației românești în 2009, Actualitatea muzicală a Uniunii Compozitorilor din România (2009).

### Pregătire
- Master-class: Georgeta Stoleriu - Izvorul Mureșului, Romania (1994).
- Master-class: Georgeta Stoleriu - Piatra Neamt, Romania (1996).
- Master-class: Arta Florescu (1997).
- Licențiată în canto a Universității de Muzică București, clasa Prof. Univ. Georgeta Stoleriu (1997).
- Master-class: Mariana Nicolesco Brăila, Romania (1998).
- Master-class: Toma Popescu  Viena, Austria (1999).
- Absolventă a Masterului Universității de Muzică, specializarea Artă vocală,  clasa Prof. Univ. Georgeta Stoleriu (1999).
- Master-class: Ionel Pantea  Budapesta, Ungaria (2000).
- Doctor in stiinta al Universitatii Nationale de Muzica Bucuresti (2008).

## Articole, eseuri
Prezentarea listei cu referate, cronici muzicale, articole și eseuri publicate în ziare și reviste de specialitate, pe site-uri culturale internet sau citite în emisiuni radiofonice ce au ca autoare soprana Mirela Zafiri.
Eseuri publicate în ziare și reviste de specialitate sau online:
- Schiță de Portret Cristian Mihăilescu, regizor, în revista Actualitatea Muzicală Arhivat în 15 martie 2019, la Wayback Machine., Anul XI(2000);
- Schiță de Portret George Balint, compozitor, în Actualitatea Muzicală, Anul XI (2000) Numărul 240, I/Martie;
- Lugoj, în patria corurilor, Eseu despre Corul Ion Vidu în Actualitatea Muzicală, Anul XI (2000) Numărul 254, I/Mai;
- Ancheta De ce Eminescu? De ce versurile alese? în Actualitatea Muzicală, Revista Uniunii Compozitorilor și Criticilor Muzicali din România, Anul XI, Numărul II / octombrie 2000, cu ocazia recitalului Dintre sute de catarge, prin amabilitatea celor 10 compozitori contemporani cântați.
- Destine, Portret Laura Muncaciu, soprană; în Actualitatea Muzicală Anul XI (2000);
- "Poveste cu iepurași": Aleca, Voica și Bunicul/ Proză. (2009);
- File de poveste: "despre compozitorii timpului nostru" . Articol publicat poezie.ro, 01.07.2009;